# Suero del Águila
Suero del Águila, vecino y regidor de la ciudad de Ávila, conocido por su participación en la revuelta comunera.

## Vida personal
Fue hijo de Sancho del Águila e Isabel de Carvajal. El 25 de septiembre de 1490 asumió como regidor de Ávila en sustitución de su padre, que acababa de fallecer. En 1498 comenzó a desempeñarse como paje de la reina Isabel la Católica y años más tarde ingresó a la Corte del infante Fernando como su caballerizo mayor. También acudió como procurador de Ávila a las Cortes de Toro de 1505, siendoles dados sus poderes el 25 de enero de ese año.
Dado que Carlos de Habsburgo —futuro Carlos I de España— quería evitar que su hermano le pudiese hacer frente en su proclamación como rey de Castilla, dio órdenes desde Flandes para apartar a sus servidores. Así, según el cronista Prudencio de Sandoval, una noche Suero del Águila y otras personalidades del entorno del infante fueron expulsadas por la fuerza de la villa de Aranda de Duero.

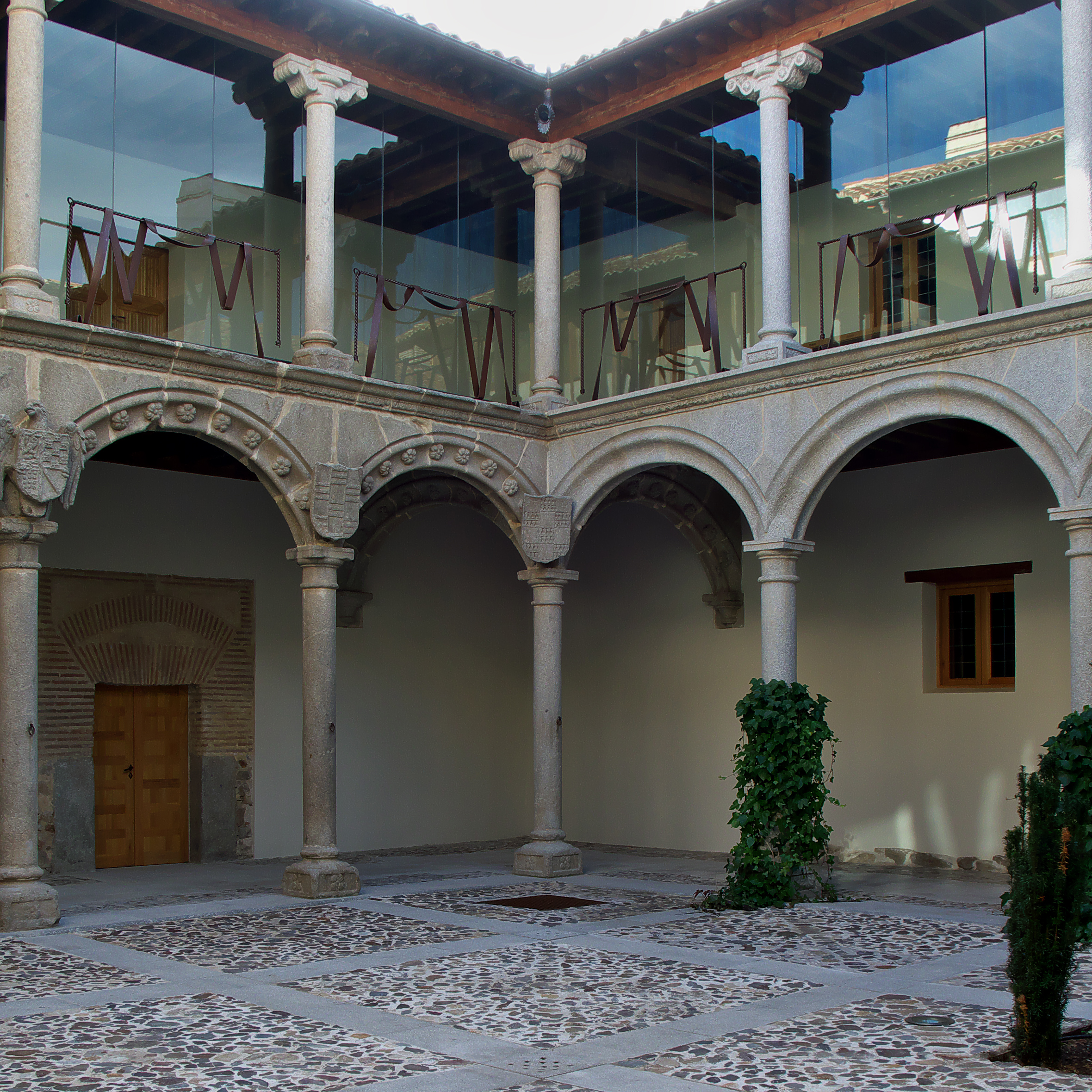
Patio de la residencia de Suero del Águila, conocida como Palacio de los Verdugo y actualmente bien de interés cultural de la provincia de Ávila.

De 1518 a 1519, Suero del Águila sirvió como gentilhombre de la Casa de Aragón de Carlos I y la reina Juana. En 1519 casó con Magdalena de Velasco. Tras involucrarse en la revuelta comunera, participó en la conquista de Navarra, se exilió en Portugal y finalmente fue perdonado hacia 1524 (véase la sección siguiente). Pesquisas de esos años lo revelan poseedor de una renta anual de 100 000 maravedíes, de los cuales 62000 eran juros. En 1531 levantó el Palacio de los Verdugo sobre la actual calle de Lope Núñez. Seis años después, en 1537, acudió a un pleito declarando que tenía 50 años y en 1544 todavía aparece comprando un contrato de censo.
El 5 de febrero de 1536 otorgó una carta de mayorazgo a su único hijo legítimo (tenía otros 22), Sancho del Águila, pero añadiendo que en caso de que muriera, que el mismo fuese a parar a manos de los monjes jerónimos para que fundasen un monasterio que debería llamarse de San Jerónimo de Jesús de Ávila. Este podría ser erigido en sus casas principales que tenía en Ávila (a la puerta de San Vicente) o en cualquier otra parte, con tal que, en ese último caso, fuese dentro de tres leguas de la ciudad y en su distrito. Además, estipulaba que dentro de diez años de tomar posesión, la Orden de San Jerónimo debía construir una iglesia o casa donde pudiesen vivir veinte religiosos.
No fueron necesarias esas puntualidades, porque a su muerte, el mayorazgo pasó efectivamente a su hijo Sancho.

## Revuelta comunera

### Elección de los diputados para las Cortes de Santiago
El 28 de febrero de 1520 Suero del Águila propuso que se aplazase la entrega de los poderes de los diputados para las Cortes de Santiago y La Coruña hasta el próximo sábado, cuando deberían estar presentes personalmente en el consistorio para recibirlos. Una vez redactados los mismos, el 3 de marzo tomó nuevamente la palabra para manifestar la necesidad de enmendarlos para que obligasen al rey a tomar en consideración las reivindicaciones contenidas en el memorial adjunto, «pues tan cumplideras son al servicio de Dios y de su Majestad y bien universal destos sus reinos». Su propuesta obtuvo una adhesión mayoritaria, por lo que la decisión se tomó inmediatamente.

### Participación como capitán de Ávila
Con el estallido del movimiento comunero en toda Castilla (junio-agosto de 1520), Suero del Águila se enroló en la filas rebeldes como capitán. El 25 de septiembre de 1520 la Santa Junta —máximo órgano directivo de los comuneros— le confió la responsabilidad, junto a Juan de Zapata, de prender a los individuos del Consejo Real. Para cumplir la orden, Suero del Águila se dirigió hacia Valladolid al día siguiente. Cuando el 1 de octubre el cardenal y regente Adriano de Utrecht —rechazado por los rebeldes dada su condición de extranjero— intentó salir de dicha ciudad a plena luz del día y públicamente, del Águila estuvo entre los capitanes que se lo impidieron.
También participó en el sitio de Alaejos como capitán de las huestes de Ávila y el 5 de diciembre acudió rápidamente a Tordesillas al frente de 100 lanzas, aunque tardíamente, pues los realistas ya se estaban apoderando de la ciudad, residencia de la reina Juana la Loca y la Junta (véase: Batalla de Tordesillas). En esta lucha fue hecho prisionero, aunque no por mucho tiempo, porque pronto el cardenal Adriano y el Almirante de Castilla ordenaron su liberación (eso sí, con la oposición del Condestable y el Consejo Real). Por comisión de los virreyes, acudió a Ávila e intentó negociar la vuelta de la ciudad a la obediencia regia. El 17 de diciembre fue incluido en la lista de 260 comuneros contra los cuales Carlos I mandó proceder sin proceso alguno (documento conocido como edicto de Worms de 1520).

### Repercusiones judiciales
En junio de 1521 Suero del Águila residía en Burgos. Dado que había decidido participar en la reconquista de Navarra —ocupada por los franceses—, el 21 de junio los virreyes ordenaron al licenciado Herrera, alcalde de Corte, que por dos meses o todo el tiempo que estuviese en la lucha, mantuviese al antiguo comunero al margen de cualquier persecución judicial que pudiesen llevar a cabo el licenciado Juanes y el doctor Cabrero. No obstante estas puntualidades, fue incluido en el denominado «memorial de los malos, así eclesiásticos y religiosos como caballeros y letrados y otras personas» como «vecino de Ávila, capitán de los traydores, [que] fue preso en Tordesillas», ocupando el noveno lugar de la sección de caballeros. No lo fue, sin embargo, en una lista de exceptuados de Ávila que elaboraron Pedro de Ávila y Cristóbal del Barco, ya que estos dos individuos procuraron no incluir a los culpables de más alto rango.
Suero del Águila sí fue excluido del Perdón General promulgado por Carlos el 1 de noviembre de 1522. De hecho, un mes después, el 1 de diciembre, los alcaldes Herrera, Ronquillo y Briviesca lo condenaron a muerte por rebeldía. No llegó a ser ejecutada la sentencia, pues se exilió en la frontera portuguesa y finalmente pagó una multa de composición de más de 3 000 000 millones de maravedíes, que perdonó sus culpas pasadas y le restituyó sus bienes. No obstante, su esposa interpuso recurso ante esta elevada multa, reclamando su dote, y logró recuperar 1 900 000 maravedíes más mil florines de oro.
No consta expresamente que haya perdido su oficio de regidor en el concejo abulense aunque, llamativamente, no volvió a asistir a sus sesiones hasta 1528.
Es posible que lo haya renunciado en algún pariente, quizá Álvaro de Carvajal.